# Camarasaurus supremus
Camarasaurus supremus (gr. "lagarto de cámaras más grande") es una especie y tipo del género Camarasaurus de dinosaurio saurópodo camarasáurido que vivió a finales del período Jurásico, hace aproximadamente 152 y 145 millones de años, en el Kimmeridgiense y el Titoniense, en lo que hoy es Norteamérica. Los primeros fósiles de Camarasaurus fueron hallados en Colorado, Estados Unidos, unas pocas vértebras dispersas fueron localizadas en Colorado, por Oramel W. Lucas. Fue nombrado por Edward Drinker Cope como la especie tipo de un nuevo género en 1877.

## Taxonomía
Camarasaurus supremus fue nombrado por Edward Drinker Cope en 1877. Es la especie tipo de Camarasaurus y es una de las cuatro especies válidas del género, junto con Camarasaurus grandis, Camarasaurus lentus y Camarasaurus lewisi. Los especímenes tipo de C. supremus son una vértebra cervical, tres vértebras dorsales y cuatro vértebras caudales, que probablemente provienen de más de un individuo. Estos fósiles se encuentran entre los especímenes catalogados como AMNH 5760.
Existen cuatro sinónimos subjetivos juniors reconocidos de Camarasaurus supremus, todos los cuales fueron nombrados por Cope poco después de su descubrimiento de C. supremus: Amphicoelias latus, Caulodon diversidens, Caulodon leptoganus y Camarasaurus leptodirus. Aunque Amphicoelias latus generalmente se considera un sinónimo de C. supremus, se ha argumentado que su posición estratigráfica puede hacer que sea más probable que sea sinónimo de C. grandis. Debido a su gran similitud anatómica, existe cierta incertidumbre sobre si C. lentus y C. supremus son especies distintas, pero la mayoría de los investigadores consideran ambas especies como válidas.
Los especímenes de Camarasaurus supremus se han encontrado en la Formación Morrison. Se conoce principalmente a partir de varios esqueletos desarticulados de Colorado colectivamente catalogados como AMNH 5760 y AMNH 5761, que consisten en fragmentos de cráneo, docenas de vértebras, varios huesos de la cintura escapular y pélvica, y algunos huesos de las extremidades. También se han informado uno o dos especímenes fragmentarios adicionales de Colorado. Se conocen especímenes probables de C. supremus que incluyen tanto juveniles como adultos de Oklahoma.

## Descripción
Camarasaurus supremus fue la especie más grande de Camarasaurus, un 20% a un 50% más grande que las otras especies en dimensiones lineales. Gregory S. Paul estimó su longitud en 18 metros (19,7 yd) y 23 toneladas, mientras que John Foster estimó su longitud en 23 metros (25,2 yd) y 42,3 toneladas. El fémur de C. supremus podía alcanzar una longitud de 1,8 metros (5,9 pies), mientras que el tamaño máximo en otras especies de Camarasaurus era de 1,5 metros (4,9 pies).
Aparte de su tamaño, C. supremus fue generalmente similar a otras especies de Camarasaurus en anatomía. Difiere de C. lentus en la forma de sus espinas neurales caudales anteriores, que tienen una expansión en forma de T abrupta en C. supremus y se expanden más suavemente en C. lentus. Difiere de C. grandis en la forma de sus vértebras dorsales anteriores, que eran más altas y estrechas en C. grandis y más cortas y anchas en C. supremus. La pelvis de C. supremus no está rotada hacia adelante en relación con el sacro, a diferencia de algunas otras especies de Camarasaurus.

## Historia de estudio

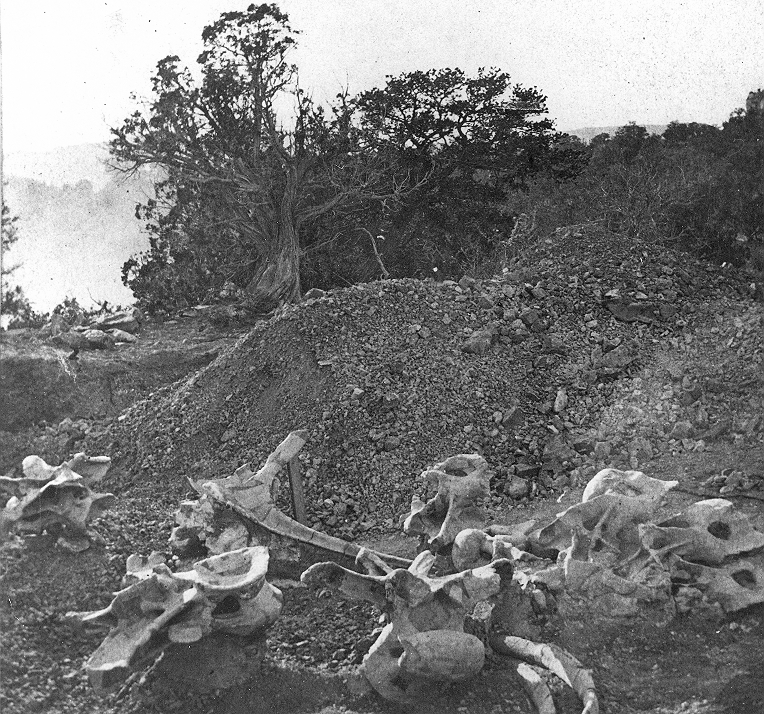
Huesos de Camarasaurus supremus todavía en la cantera

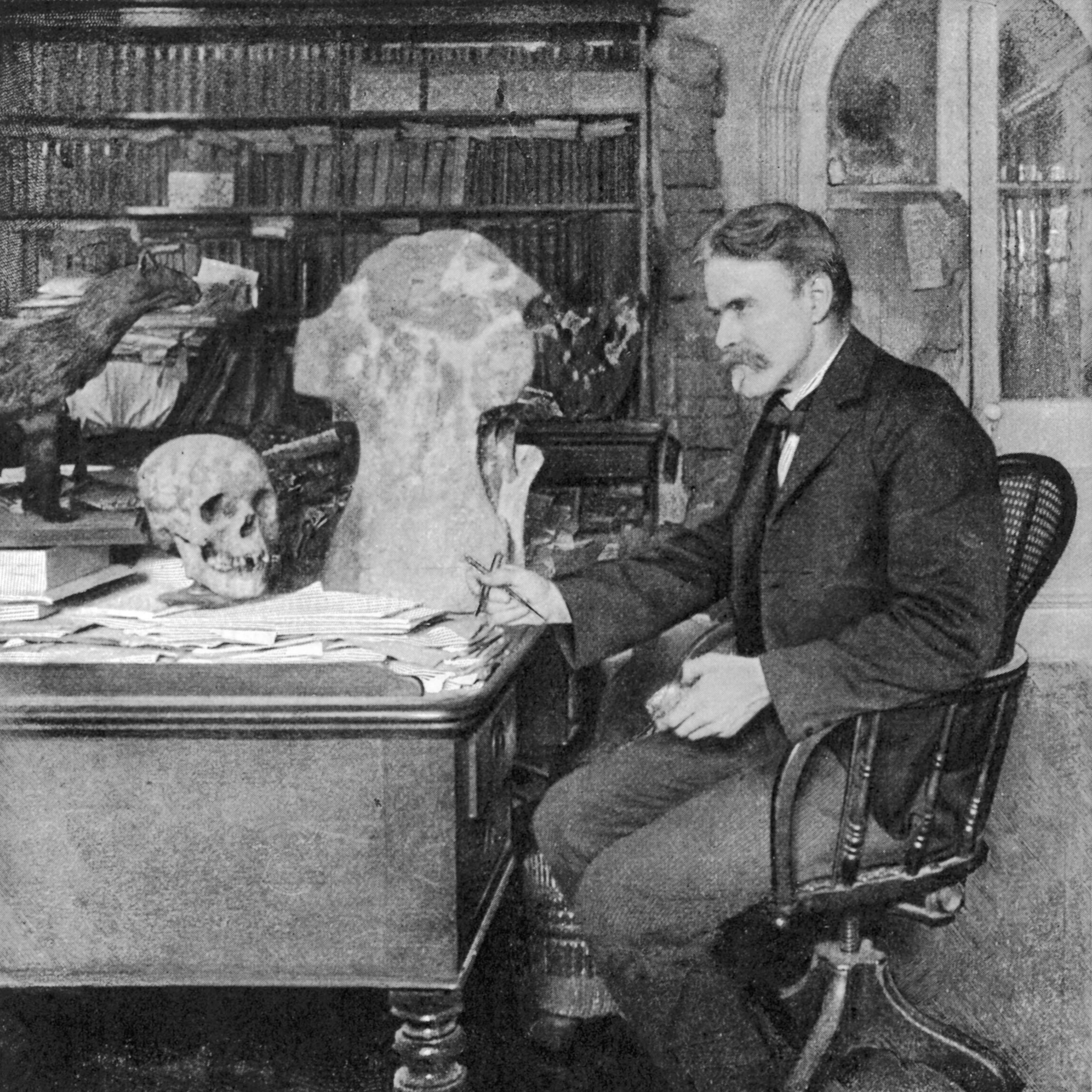
Foto de Edward Drinker Cope junto a una vértebra cervical de Camarasaurus supremus

Los primeros especímenes de Camarasaurus supremus conocidos por la ciencia fueron encontrados en la primavera de 1877 por Oramel William Lucas, un maestro de escuela en Cañon City. Lucas recolectó varias vértebras grandes en Garden Park en Colorado. Lucas envió los fósiles a Edward Drinker Cope en Filadelfia. Cope los identificó como pertenecientes a una nueva especie, a la que llamó Camarasaurus supremus en un artículo publicado el 23 de agosto de 1877 y los fósiles fueron depositados en la colección privada de Cope. Cope creía que era el animal terrestre más grande conocido hasta entonces y un pariente de los grandes dinosaurios de Europa y el este de los Estados Unidos, como Cetiosaurus y Anchisaurus. Después de recibir los huesos originales, Cope empleó recolectores que reunieron más del material que fue descrito en detalle en 1921 por Henry Osborn y Charles Mook. Durante los dos años siguientes, Cope nombró una serie de especies basadas en material que más tarde se referiría a Camarasaurus supremus: Amphicoelias latus, Caulodon diversidens, Caulodon leptoganus, y Camarasaurus leptodirus.

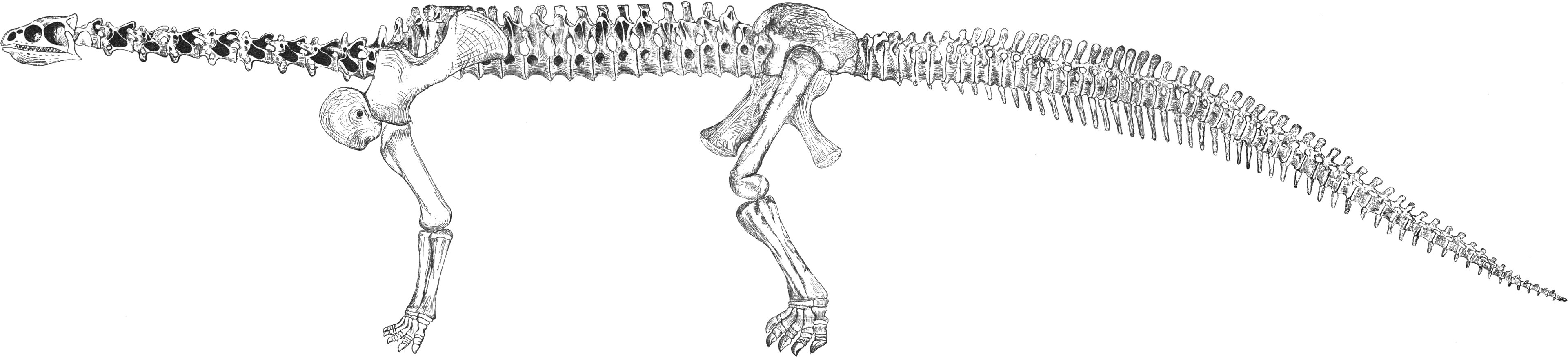
Reconstrucción esquelética de C. supremus por John A. Ryder, la primera reconstrucción esquelética de un saurópodo

En 1877, John A. Ryder creó una ilustración a tamaño real del esqueleto de Camarasaurus supremus con la orientación de Cope que tenía cincuenta pies de largo. Fue la primera reconstrucción del esqueleto de un saurópodo jamás realizada. Se exhibió a la American Philosophical Society el 21 de diciembre de ese año. Cope consideraba a Camarasaurus como un reptil terrestre y herbívoro que comparaba con la jirafa debido a la longitud de su cuello.
La cantidad total de material recolectado en Garden Park fue grande, y estaba compuesta por varios esqueletos parciales desordenados recopilados de 1877 a 1879. No todo fue preparado de una vez, pero una cantidad considerable fue limpiada por Jacob Geismar bajo la dirección de Cope a lo largo de los años 1870 a 1890. Para cuando terminó la recolección en Garden Park, se habían encontrado al menos cuatro individuos y varios cientos de huesos de casi todas las partes del esqueleto. Durante décadas después de su descubrimiento, Camarasaurus supremus permanecería como un taxón relativamente oscuro en comparación con los saurópodos más completos y más extensamente figurados descubiertos por el oponente de Cope, Othniel Marsh.
En 1902, el American Museum of Natural History adquirió la colección de fósiles de Cope. Los especímenes originalmente recolectados por Oramel Lucas en 1877 fueron catalogados como AMNH 5760, y los especímenes recolectados por Ira Lucas en 1880 fueron catalogados como AMNH 5761. El material estaba compuesto por varios individuos, con pocos registros sobre dónde se encontraba cada hueso y cómo estaban asociados, por lo que los paleontólogos del museo, William Diller Matthew, William King Gregory y Henry Fairfield Osborn, intentaron clasificar los huesos en series individuales. Los especímenes de Cope de Camarasaurus supremus finalmente fueron completamente descritos en un monográfico detallado por Henry Fairfield Osborn y Charles Craig Mook en 1921, y las varias otras especies que Cope había establecido basadas en probables especímenes de C. supremus fueron sinonimizadas con ella.
En 1925, Charles W. Gilmore sugirió que Camarasaurus (anteriormente Morosaurus) robustus era sinónimo de C. supremus, al igual que Theodore E. White en 1958. Revisiones posteriores consideraron a C. robustus como sinónimo de C. grandis en su lugar. White también consideró a C. grandis como sinónimo de C. supremus. Fósiles de Camarasaurus cf. supremus se informaron desde Nuevo México en 1982, pero luego se reinterpretaron como C. grandis. Se encontró material adicional posible de Camarasaurus supremus cerca de Black Mesa en el oeste de Oklahoma durante la década de 1940, el material consiste en muchas vértebras grandes y algunos elementos del cráneo. Al sur de Garden Park, varios restos potenciales de C. supremus fueron encontrados por el museo de historia natural de Denver en estratos del Titoniense. Los restos consistían en un pubis y varias vértebras, y fueron referidos a C. supremus en 2005.

## Paleobiología
C. supremus vivió durante la edad del Titoniense de la Jurásica en lo que ahora es Colorado y posiblemente Oklahoma. Sus fósiles solo se conocen de las capas más altas de la Formación Morrison, y es raro, con solo un 4.5% de los especímenes de Camarasaurus identificados como pertenecientes a la especie.
C. supremus fue uno de los sauropodos más grandes conocidos de la Formación Morrison, y puede haber pesado más que Brachiosaurus, que se encuentra en partes más antiguas de la Formación Morrison que C. supremus. Basándose en fósiles de Garden Park, C. supremus coexistió con los grandes diplodocoides enigmáticos Amphicoelias altus y Maraapunisaurus fragillimus, este último podría haber sido uno de los dinosaurios más grandes que jamás existieron. También contemporáneo con C. supremus en Garden Park, hubo un apatosaurino indeterminado, pero no era más grande que los apatosaurinos anteriores. El dudoso allosáurido Epanterias amplexus muestra que C. supremus coexistió con depredadores excepcionalmente grandes también. En 1990, Robert T. Bakker llamó a esta parte superior de la Formación Morrison la "zona gigante de camarasaurio-allosaurio". No está claro si el gran tamaño de C. supremus y algunos de sus contemporáneos son evidencia de una tendencia ecológica genuina hacia un tamaño más grande o no. Un cambio climático puede haber facilitado la evolución de especies más grandes hacia el final del período de deposición de la Formación Morrison. Los especímenes de Camarasaurus encontrados en las canteras Stovall cerca de Kenton, Oklahoma probablemente pertenecen a C. supremus. Estas canteras también han producido especímenes de otro allosáurido gigante, Saurophaganax maximus.
Camarasaurus supremus puede ser descendiente de la especie anterior C. lentus, aunque puede haber cierta superposición en sus rangos cronoestratigráficos.